# Île Richards
L’île Richards est une île des Territoires du Nord-Ouest, au Canada. Il s'agit de la plus grande île fluviale du pays. Elle a une superficie de 2 165 km² (environ 80 km de long pour 40 km de large). Elle est bordée à l'est par le bras principal du fleuve Mackenzie, et à l'ouest par le chenal Reindeer, plus étroit, et au nord par la mer de Beaufort. Des travaux de prospection pétrolière y ont été menés au cours des années 1960.
En 1826, John Richardson lui a attribué le nom de John Baker Richards, alors gouverneur de la Banque d'Angleterre.